# Chromadorina obtusa
Chromadorina obtusa is een rondwormensoort uit de familie van de Chromadoridae. De wetenschappelijke naam van de soort is voor het eerst geldig gepubliceerd in 1918 door Filipjev.